# أرشيبالد بولوك
أرشيبالد بولوك هو محامي وجندي وسياسي أمريكي، ولد في 1730 في تشارلستون في الولايات المتحدة، وتوفي في 22 فبراير 1777 في سافانا في الولايات المتحدة. انتخب حاكم جورجيا ‏ (15 أبريل 1776 – 4 مارس 1777).